# 釜淵の滝
釜淵の滝（かまぶちのたき）は岩手県花巻市にある滝。

## 概要
2005年（平成17年）3月に国の名勝に指定された「イーハトーブの風景地」のひとつで、宮沢賢治ゆかりの景勝地である。花巻温泉徒歩10分ほどの位置にあり、滝見台もある。滝周辺は1周15分ほどの遊歩道になっている。

## 形状
高さ8.5メートル、幅30メートルの大きな岩の上を清流が玉すだれをかけたように幾筋に分かれている。岩盤が炊飯釜を伏せたような形をしていることから名付けられたとされる。

## 宮沢賢治
宮沢賢治作「台川」に「さうだ、釜淵まで行くといふのを知らないものもあるんだな。（中略）苔がきれいにはえてゐる。実に円く柔らかに水がこの瀑のところを削ったもんだ。」という部分があり、現地には賢治の詩碑がある。

## アクセス
- 東北自動車道花巻ICから車で約7分
- 花巻空港から車で約15分
- 新花巻駅 から車で約20分